# سنت اندرو پریش، سنت وینسنت و گرنادین‌ها
سنت اندرو پریش، سنت وینسنت و گرنادین‌ها (به لاتین: Saint Andrew Parish, Saint Vincent and the Grenadines) یک منطقهٔ مسکونی در سنت وینسنت و گرنادین‌ها است که در Layou واقع شده‌است.

## خصوصیات
سنت اندرو پریش ۲۹ کیلومترمربع مساحت و ۶٬۷۰۰ نفر جمعیت دارد.